# Yván Gil
Yván Eduardo Gil Pinto (Maracay, 15 de agosto de 1972) é um diplomata e político venezuelano que ocupa o cargo de Ministro das Relações Exteriores da Venezuela desde 6 de janeiro de 2023. Anteriormente, atuou como Ministro da Agricultura de 2013 a 2014 e de 2015 a 2016 e como Encarregado de Negócios da Venezuela na União Europeia.
Ele é membro do Partido Socialista Unido da Venezuela (PSUV), que está no poder.
Em fevereiro de 2024, Gil anunciou que o governo da Venezuela ordenou que o escritório de direitos humanos das Nações Unidas em Caracas encerrasse todas as operações, ordenando que a equipe deixasse o país em três dias.